# Lathrolestes frontator
Lathrolestes frontator är en stekelart som först beskrevs av Thomson 1883.  Lathrolestes frontator ingår i släktet Lathrolestes och familjen brokparasitsteklar. Arten är reproducerande i Sverige. Inga underarter finns listade i Catalogue of Life.